# Корнер, Джорджо
Джорджо Корнер (итал. Giorgio Corner; 1 августа 1658, Венеция, Венецианская республика — 10 августа 1722, Падуя, Венецианская республика) — итальянский кардинал, папский дипломат и доктор обоих прав. Титулярный архиепископ Родоса с 5 мая 1692 по 22 июля 1697. Апостольский нунций в Португалии с 12 мая 1692 по 3 ноября 1697. Епископ-архиепископ Падуи с 26 августа 1697 по 10 августа 1722. Кардинал-священник с 22 июля 1697, с титулом церкви Санти-XII-Апостоли с 7 апреля 1698 по 10 августа 1722. 